# Робер Геї
Робер Геї (фр. Robert Guéï; 16 березня 1941 — 19 вересня 2002) — івуарійський військовик і політик, третій президент Кот-д'Івуару.

## Політична діяльність
23 грудня 1999 року очолив виступи військовиків, які вимагали звільнення членів партії «Об'єднання республіканців», яких було заарештовано за наказом адміністрації Анрі Конана-Бедьє. Наступного дня Геї проголосив себе президентом, а Конан-Бедьє втік на французьку військову базу, а 26 грудня вертольотом залишив Кот-д'Івуар і разом з членами родини вирушив до Того.
22 жовтня 2000 року провів президентські вибори, за результатами яких перемогу здобув лідер опозиції Лоран Гбагбо. Загалом вибори відбувались таким чином, щоб забезпечити перемогу Геї: багатьох ключових претендентів на посаду голови держави, зокрема колишнього прем'єр-міністра Алассана Уаттару, було усунуто від участі у виборах за рішенням Верховного суду. Окрім того, Геї намагався сфальсифікувати результати виборів, оголосивши себе переможцем, однак такі оборудки були настільки очевидними, що вже наступного дня мешканці Абіджана за закликом Лорана Гбагбо захопили президентський палац.
Після того Геї був змушений тікати до міста Гуссессо на кордоні з Ліберією. 19 вересня 2002 року організував військовий заколот Гбагбо, під час якого був убитий в Абіджані разом з міністром внутрішніх справ Емілем Бога Дуду. Також убили і дружину колишнього президента Розу Дуду Геї, яка перебувала у власному будинку в Абіджані.